# Omanimerelina
Omanimerelina is een geslacht van weekdieren uit de klasse van de Gastropoda (slakken).

## Soort
- Omanimerelina eloiseae Moolenbeek & Bosch, 2007